# Brysselkvartetten

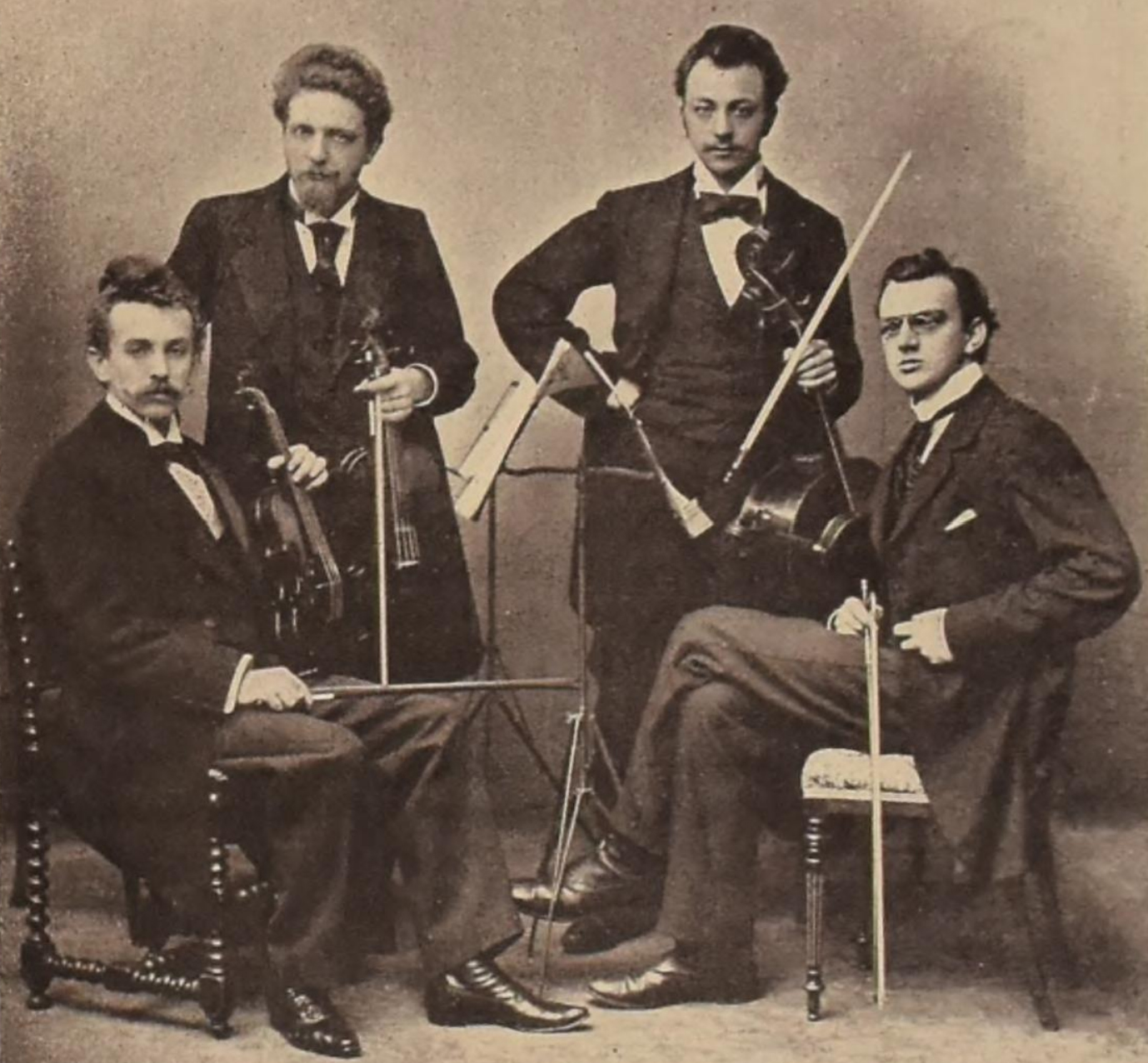

Brysselkvartten var en belgisk stråkkvartett.
Kvartetten, som bildades omkring 1899 i Bryssel, vann världsrykte genom sina konsertresor i Europa (den besökte Sverige första gången 1902) och Amerika, främst genom sina tolkningar av Beethoven och Brahms.
Kvartetten upplöstes i samband med första världskrigets utbrott, men rekonstruerades omkring 1920 med Schörg, Karl Wyrott, Cahnbley och Kunkel under Schörgs ledning och namnet Schörgkvartetten, dock utan att uppnå samma rykte igen och 1923 upplöstes den.

## Medlemmar
- Franz Schörg (1871—1923)
- Hans Daucher (1876—?)
- Paul Miry (1868—1926)
- Jacques Gaillard (1875—1940)